# Monopis chrysogramma
Monopis chrysogramma är en fjärilsart som beskrevs av Oswald Beltram Lower 1899. Monopis chrysogramma ingår i släktet Monopis och familjen äkta malar. Inga underarter finns listade i Catalogue of Life.